# Lisa Karčić
Lisa Ann Karčić (New York, 11. studenoga 1986.) hrvatska košarkašica članica hrvatske košarkaške reprezentacije i španjolskog kluba CD Zamarata, igra na poziciji niskog krila i “lažne” četvorke. Lisini su roditelji Hrvati podrijetlom s Lošinja koji duže vremena žive u Americi. Poziv za hrvatsku reprezentaciju je prihvatila s radošću.

## Karijera
Za košarku se zainteresirala gledajući stariju sestru Tanyu. Tanya je kasnije igrala na sveučilištu Cornellu.
Lisa Karčić je karijeru započela godine u New Hyde Park High School. Ondje je tijekom karijere postigla 1897 koševa, dvaput je bila Nassauska igračica godine, triput u izabranom sastavu Long Islanda, triput u svedržavnom sastavu (države New York). 2004. je odvela djevojčad srednje škole New Hyde Park na državno prvenstvo razreda AAA. Bila je najkorisnijom igračicom državnog turnira kad je djevojčad Gladiatorsa odvela do naslova prvakinja. Nijedna djevojčad iz Nassaua nije od generacije Lise Karčić nije uspjela osvojiti državni naslov. U srednjoj je školi igrala na mjestu posta.
Školsku je stipendiju dobila u sveučilištu Villanovi, članicu 1. divizije NCAA. Studirala je financije i marketing. Na Villanovi je napredovala iz godine u godinu (prosjek je skočio s 4 na 12 koševa po utakmici). Bila je izvrsna krilna igračica. Zadnju godinu studija je imala slabije rezultate jer je ozlijedila koljeno, a dotad je na Villanovi dvije godine zaredom najbolje gađala trice. Klub je došao do poluzavršnice konferencije Big East. Nakon završetka studija je potpisala za ciparski klub AEL iz Lymassola za kojeg je igrala u sezoni 2009./10. Trice je gađala učinkovitošću od 40%. Ljeti 2010. je igrala za portorikanski Leonas de Ponce, gdje je ostvarivala preko 14 koševa i preko 14 skokova po utakmici. Sezonu 2010./11. je igrala u finskom prvoligašu Keravanu, gdje je prosječno postizala preko 18 koševa i imala preko 12 skokova. Bila je najbolja u ligi po osvojenim loptama, treća u asistencijama, četvrta u skokovima i peti najbolji strijelac. Kad je završila finska liga, potpisala je za islandski Keflavik u kojem je igrala u doigravanju. Postizala je skoro 11 koševa po utakmici i imala je skoro 13 skokova prosječno, dovevši svoj klub do naslova prvakinja.
U Americi je bila nagrađivana za svoju igru. Bila je dvaput igračica godine Nassaua, triput u izabranom sastavu Long Islanda, triput članicom svedržavnog sastava te najkorisnijom igračicom državnog turnira 2003. godine.
2011. je zaigrala za Hrvatsku na europskom prvenstvu u Poljskoj. Njen najveći doprinos je bio u susretu s Latvijom gdje je bila najbolja skakačica sa 7 skokova te protiv Crne Gore s 8 skokova.
2012. je proglašena za najbolju obrambenu igračicu u Španjolskoj.
17. svibnja 2013. postala je igračicom ŽKK Novi Zagreb.

## Nagrade, priznanja, uspjesi
- 1897 points u srednjoškolskoj karijeri[2]
- dvaput zaredom Nassauska igračica godine[2]
- triput u izabranom sastavu Long Islanda[2]
- triput u izabranom sastavu države New York[2]
- najkjorisnija igračica turnira kad je odvela sastav Gladiatorsa do naslova prvakinja[2]
- najbolji strijelac trica u Villanovi, dvije godine zaredom[2]
- najbolja ibrambena igračica u Španjolskoj (2012.), kao igračica Hondarribie-Iruna[1]

## Vanjske poveznice
- Večernji list Amerikanka Lisa Karcic pojačava hrvatsku reprezentaciju
- Villanova University  Arhivirana inačica izvorne stranice od 20. listopada 2012. (Wayback Machine)